# دی سایمون
دی سایمون (انگلیسی: De Simon) شرکت اتوبوس‌سازی ایتالیایی است، که در سال ۱۹۲۵ تأسیس شد.